# Кароу роуд
Кароу роуд (енгл. Carrow Road) је фудбалски стадион који се налази у Норичу, Енглеска. На њему домаће утакмице игра ногометни клуб ФК Норич Сити. Капацитет стадиона је 27.005 сједећих мјеста.
Стадион је отворен 1935. године. Клуб је претходно играо на Њу Маркет Роуду. Највећа посјета на стадиону је износила 43.984 гледалаца на утакмици између Норича и Лестера 1963. године. Млада фудбалска репрезентација Енглеске у неколико наврата је играла на Кароу роуду. Своје утакмице на овом стадиону је играла и женска ногометна репрезентација Енглеске. Поред спортских догађаја на стадиону је одржано и неколико музичких концерата. Наступали су: Стејтус кво (1997), Елтон Џон (2005) и Џорџ Мајкл (2007). Кароу роуд је 30. највећи стадион у Енглеској.